# Петроостров

Петроо́стров (укр. Петроострів) — село в Новомиргородской городской общине Новоукраинского района Кировоградской области Украины.
До 2020 года входило в Новомиргородский район
Почтовый индекс — 26015. Телефонный код — 5256. Код КОАТУУ — 3523886001.

## Население
Население по переписи 2001 года составляло 734 человека.

### Известные люди
- Каминский, Василий Яковлевич (1899 — после 1941) — советский историк, архивист.
- Ковпан, Валентина Ивановна (1950—2006) — советская спортсменка, стрелок из лука.